# Leichtathletik-Weltmeisterschaften 2015/Teilnehmer (Schweden)
| Gelbes Symbol für Goldmedaillen mit stilisierten Olympischen Ringen | Graues Symbol für Silbermedaillen mit stilisierten Olympischen Ringen | Braundes Symbol für Bronzemedaillen mit stilisierten Olympischen Ringen |
| ------------------------------------------------------------------- | --------------------------------------------------------------------- | ----------------------------------------------------------------------- |
| —                                                                   | —                                                                     | —                                                                       |

Der Leichtathletikverband Schwedens nominierte 24 Athleten für die Leichtathletik-Weltmeisterschaften 2015 in der chinesischen Hauptstadt Peking.

## Ergebnisse

### Männer

#### Laufdisziplinen
| Athlet            | Disziplin   | Vorlauf     | Vorlauf | Halbfinale         | Halbfinale         | Finale             | Finale             |
| Athlet            | Disziplin   | Zeit        | Platz   | Zeit               | Platz              | Zeit               | Platz              |
| ----------------- | ----------- | ----------- | ------- | ------------------ | ------------------ | ------------------ | ------------------ |
| Andreas Almgren   | 800 m       | 1:48,06 min | 25      | nicht qualifiziert | nicht qualifiziert | nicht qualifiziert | nicht qualifiziert |
| David Nilsson     | Marathon    |             |         |                    |                    | 2:31:24 h          | 36                 |
| Anatole Ibáñez    | 20 km Gehen |             |         |                    |                    | 1:26:34 h          | 40                 |
| Anatole Ibáñez    | 50 km Gehen |             |         |                    |                    | DNF                | DNF                |
| Perseus Karlström | 20 km Gehen |             |         |                    |                    | DNF                | DNF                |
| Anders Hansson    | 50 km Gehen |             |         |                    |                    | DNF                | DNF                |

#### Sprung/Wurf
| Athlet         | Disziplin  | Qualifikation | Qualifikation | Finale             | Finale             |
| Athlet         | Disziplin  | Weite/Höhe    | Platz         | Weite/Höhe         | Platz              |
| -------------- | ---------- | ------------- | ------------- | ------------------ | ------------------ |
| Michel Tornéus | Weitsprung | kgV           | kgV           | nicht qualifiziert | nicht qualifiziert |
| Axel Härstedt  | Diskuswurf | 60,52 m       | 23            | nicht qualifiziert | nicht qualifiziert |
| Daniel Ståhl   | Diskuswurf | 62,66 m       | 9             | 64,73 m            | 5                  |
| Kim Amb        | Speerwurf  | 81,63 m       | 10            | 78,51 m            | 11                 |

### Frauen

#### Laufdisziplinen
| Athletin           | Disziplin        | Vorlauf     | Vorlauf | Halbfinale  | Halbfinale | Finale             | Finale             |
| Athletin           | Disziplin        | Zeit        | Platz   | Zeit        | Platz      | Zeit               | Platz              |
| ------------------ | ---------------- | ----------- | ------- | ----------- | ---------- | ------------------ | ------------------ |
| Abeba Aregawi      | 1500 m           | 4:10,77 min | 24      | 4:15,90 min | 14         | 4:12,16 min        | 6                  |
| Annelie Johansson  | Marathon         |             |         |             |            | 2:43:42 h          | 33                 |
| Charlotte Karlsson | Marathon         |             |         |             |            | 2:47:40 h          | 44                 |
| Louise Wiker       | Marathon         |             |         |             |            | 2:49:57 h          | 48                 |
| Klara Bodinson     | 3000 m Hindernis | 9:50,13 min | 30      |             |            | nicht qualifiziert | nicht qualifiziert |
| Charlotta Fougberg | 3000 m Hindernis | 9:50,79 min | 31      |             |            | nicht qualifiziert | nicht qualifiziert |
| Elise Malmberg     | 400 m Hürden     | 55,97 s     | 17      | 56,58 s     | 23         | nicht qualifiziert | nicht qualifiziert |

#### Sprung/Wurf
| Athletin           | Disziplin      | Qualifikation | Qualifikation | Finale             | Finale             |
| Athletin           | Disziplin      | Weite/Höhe    | Platz         | Weite/Höhe         | Platz              |
| ------------------ | -------------- | ------------- | ------------- | ------------------ | ------------------ |
| Erica Jarder       | Weitsprung     | 6,70 m        | 10            | 6,48 m             | 12                 |
| Khaddi Sagnia      | Weitsprung     | 6,71 m        | 8             | 6,78 m             | 7                  |
| Erika Kinsey       | Hochsprung     | 1,89 m        | 18            | nicht qualifiziert | nicht qualifiziert |
| Sofie Skoog        | Hochsprung     | 1,89 m        | 14            | nicht qualifiziert | nicht qualifiziert |
| Angelica Bengtsson | Stabhochsprung | 4,55 m        | 1             | 4,70 m             | 4                  |
| Malin Dahlström    | Stabhochsprung | 4,15 m        | 24            | nicht qualifiziert | nicht qualifiziert |
| Michaela Meijer    | Stabhochsprung | 4,55 m        | 6             | kgV                | kgV                |
| Tracey Andersson   | Hammerwurf     | 65,99 m       | 26            | nicht qualifiziert | nicht qualifiziert |